# Tour de la Nouvelle-France
Tour de la Nouvelle-France var ett kanadensiskt etapplopp i landsvägscykling som avhölls i provinsen Québec. Det startade 1967 som ett amatörlopp, ställdes in 1970 och återkom med två avslutande upplagor 1972 och 1973 för professionella. Dessa två sista lopp var på fem dagar, hölls i andra halvan av september, ingick i den inofficiella världscupen Super Prestige Pernod och vanns båda totalt av belgaren Guido Reybrouck. Flest etappsegrar i de professionella upplagorna, fyra stycken, togs dock av italienaren Dino Zandegù.

## Podieplaceringar
| År             | Vinnare         | Tvåa                | Trea              |
| amatörer       |                 |                     |                   |
| 1967           | Yves Landry     | Hank Koning         | Sigi Koch         |
| 1968           | Sigi Koch       | John Allis          | Hank Koning       |
| 1969           | Vincenzo Meco   | Bill Wild           | Norman Lowe       |
| professionella |                 |                     |                   |
| 1971           | Guido Reybrouck | Joseph Bruyère      | Jean-Pierre Genet |
| 1972           | Guido Reybrouck | Herman Van Springel | Gérard Besnard    |